# Трофимов, Иван Викторович
Ива́н Викторович Трофи́мов  (5 марта 1985, Ленинград) — российский шашист, бронзовый призёр чемпионата Европы по международным шашкам (2014, молниеносная программа), чемпион России по международным шашкам 2021 года, серебряный призёр 2018 года и бронзовый призёр 2016 и 2019 годов, серебряный призёр (2014, быстрая программа), двукратный серебряный призёр первенства Европы среди молодёжи 2011 по международным шашкам классической программе и в блице.
Международный гроссмейстер по шашкам 100, гроссмейстер России по шашкам 64 и 100. Тренер — Каплунов Я. Л. FMJD-Id: 13291.
Главный редактор Единого шашечного сайта.
Проживает в Санкт-Петербурге, работает педагогом во Дворце творчества «У Вознесенского моста».

## Спортивная биография
В возрасте 7 лет записался в секцию шахмат, а через год увлёкся шашками. Сначала занимался только русскими шашками, потом стоклеточными. В 2008 году получил высшее образование. Сделал выбор в пользу международных шашек, но по возможности принимает участие в турнирах по шашкам-64.
С 12 по 18 июня 2011 года в Праге состоялся традиционный международный турнир, на старт которого вышли 45 спортсменов из 9 стран. По итогам 7 туров по швейцарской системе победил Иван Трофимов, набравший 11 очков из 14 возможных. При этом в решающем туре был красиво повержен с помощью необычной жертвы шашки в результате нешаблонного тактического манёвра будущий международный гроссмейстер и чемпион Европы 2022 года в быстрой программе Ваутер Сипма.
Победил на турнире в Паттайе Thailand Open, прошедшем с 6 по 15 мая 2016 года.
Победил на этапе Кубка мира, состоявшемся с 16 по 22 сентября 2018 года в Измире, набрав 12 очков из 18 возможных, опередив действующего чемпиона мира Александра Шварцмана и нескольких экс-чемпионов мира.
Чемпион России 2021 года.

## Спортивные достижения

### Чемпионат мира
- 2012 (1 место) в составе сборной России[25] в быстрой программе[26]
- 2017 (9 место в предварительной швейцарке)[27]
- 2019 (13 место)[28]
- 2021 (7 место в полуфинале)[29]

### Чемпионат Европы
- 2013 (1 место) в составе сборной России[30] в молниеносной[31] программе[32]
- 2014 (3 место)[33] в молниеносной программе
- 2016 (1 место) в составе сборной России[34] в молниеносной программе[35]
- 2016 (2 место) в составе сборной России[36] в классической программе[37]
- 2018 (9 место)[38]
- 2021 (1 место) в составе сборной России[39]

### Международные турниры
- Победитель этапа Кубка мира по международным шашкам Turkish Open 2018
- Серебряный призёр этапа Кубка мира по международным шашкам Hungarian Open 2018
- Бронзовый призёр этапа Кубка мира по международным шашкам Mongolia Open 2017
- Серебряный призёр этапа Кубка мира по международным шашкам Salou Open 2017
- Победитель международного турнира[20] по шашкам Thailand Open 2016
- Бронзовый призёр этапа Кубка мира по международным шашкам Cannes Open 2015
- Победитель международного турнира по шашкам Злата Прага 2011[40]

### Чемпионат России
- 2007 (8-9 место)[41]
- 2008 (14 место)[42]
- 2009 (4-6 место)[43]
- 2010 (14 место)[44]
- 2012 (6 место, Суздаль)
- 2013 (9 место), молниеносная программа[45]
- 2014 (2 место), быстрая программа
- 2015 (13 место)[46]
- 2016 (3 место)[8]
- 2017 (9 место), молниеносная программа[47]
- 2018 (2 место)[9]
- 2019 (3 место)[10]
- 2020 (6 место)[48]
- 2021 (1 место)[11]
- 2022 (4 место)[49]